# Сіті-оф-Манчестер
Сі́ті оф Манче́стер, також відомий як Етіха́д Сте́діум (через назву спонсора) (англ. City of Manchester, англ. Etihad Stadium) — багатофункціональний стадіон у Манчестері, Англія місткістю 53 400 глядачів, що робить його шостим найбільшим футбольним стадіоном Англії та десятим — Великої Британії. З 2003 року є домашім полем для футбольного клубу «Манчестер Сіті».
Побудова стадіону планувалася для проведення літніх Олімпійських ігор 1996 або 2000 років, але обидві заявки Манчестера були відхилені. Проте арену все ж було побудовано, але для Ігор Співдружності у 2002 році. У 2003 році стадіон перебудували для проведення футбольних матчів зі зміною місткості з 38 до 48 тисяч, після чого він був орендований «Манчестер Сіті» на 250 років.
Стадіон був збудований компанією «Laing Construction» за 112 мільйонів фунтів за проєктом «Arup Group». Дизайн стадіону отримав декілька нагород, серед яких нагорода за інноваційний інклюзивний дизайн від Королівського інституту британських архітекторів та спеціальна нагорода Інституту інженерів-конструкторів за унікальний конструктивний дизайн. Чаша стадіону складається з двоярусних трибун навколо поля, ще по одному ярусу на двох бокових трибунах, і добудованого 2016 року третього рівня на Південній трибуні. Перебудова Північної трибуни вартістю 300 мільйонів фунтів зі збільшенням загальної місткості до 61 000 має відбутися у 2023—26 роках.
Найбільша відвідуваність під час футбольних матчів була зафіксована 6 лютого 2016 року на грі проти «Лестер Сіті», і склала 54 693 вболівальника. Крім того, стадіон приймав фінал Кубка УЄФА 2008 року, поєдинок за титул чемпіона світу з боксу, матчі з регбіліг, гру збірної Англії на Чемпіонаті світу з регбі-юніон 2015 року, а також музичні та інші шоу. Серед відомих артистів, які виступали на стадіоні, можна відзначити гурти Red Hot Chili Peppers, Oasis, U2; Елтона Джона, Рода Стюарта та інших.